# Alfred Glucksmann
Alfred Glucksmann, ursprünglich Alfred Glücksmann (* 28. Dezember 1904 in Rybnik, Oberschlesien; † 14. Juli 1985), war ein deutsch-britischer Mediziner (Embryologe).

## Leben und Tätigkeit
Alfred Glücksmann wuchs in Schlesien auf. Nach dem Schulbesuch in Breslau studierte er Medizin an der Universität Heidelberg. Zu dieser Zeit freundete er sich mit Norbert Elias an, den er bereits aus der jüdischen Jugendbewegung in Breslau kannte und dem er später bei der Emigration nach Großbritannien half. Nach dem Studium wurde er 1929 Assistent am Anatomischen Institut der Universität Heidelberg. Während dieser Zeit spezialisierte er sich auf das Forschungsgebiet der Embryologie. Er galt ferner als Experte für Histologie, Knochenpathologie und Krebsentwicklung.
Nach der Machtergreifung der Nationalsozialisten wurde Glücksmann aufgrund seiner jüdischen Herkunft aus dem Universitätsdienst entlassen und zog nach Großbritannien. Hier fand er dank eines Stipendiums des Academic Assistance Councils eine Anstellung beim Strangeways Research Laboratory der Universität Cambridge und verbrachte dort anschließend den Großteil seiner Forschungslaufbahn. Zuletzt erreichte er dort 1960 die Stellung eines stellvertretenden Direktors.
Seit 1935 wurde Glucksmanns Forschung von der British Empire Cancer Campaign for Research (später kurz Cancer Research Campaign) finanziert, die ihn für den Rest seiner wissenschaftlichen Laufbahn unterhielt. Von 1933 bis 1940 firmierte Glücksmann als Research Associate beim Strangeway Laboratory, anschließend von 1940 bis 1960 als Chef-Histologe (Senior Histologist).
Während seiner Tätigkeit im Strangeways Research Laboratory führte Glücksmann Forschungen zur embryonalen Entwicklung, zur Auswirkung von Ionisierungsstrahlung auf normales sowie auf tumorinfiziertes Gewebe. Seine Forschungen trugen dazu bei das Verständnis der Medizin von der Karzinogese (Krebsentwicklung), zumal den Einfluss von Hormonen hierauf, zu steigern.
Nach dem Ausbruch des Zweiten Weltkriegs wurde Glücksman, da er formal noch immer deutscher Staatsangehöriger war, als Angehöriger einer feindlichen Macht von den britischen Behörden als enemy alien interniert: Seine Internierung, die bis etwa 1944/1945 dauerte, verbrachte er erst in einem Lager auf der Isle of Man und dann in Kanada. Zum Kriegsende konnte er in seine Stellung beim Strangeways Laboratory zurückkehren. Seinen Namen änderte er um diese Zeit von Glücksmann zu Glucksmann.
1960 wurde Glucksmann von den Treuhändern des Strangeways Laboratory als Nachfolger von F.H. Spear zum stellvertretenden Labordirektor (Deputy Director) ernannt. Bis zu seinem Eintritt in den Ruhestand 1972 und darüber hinaus forschte er in dieser Einrichtung (unterbrochen von gelegentlichen Gastaufenthalten in anderen Einrichtungen wie dem Institute of Animal Physiology in Babraham bei Cambridge). Von den 1940er Jahren bis in die 1960er Jahre legte Glucksmann zahlreiche Beiträge für Fachzeitschriften sowie einige Monographien zu medizinischen Themen vor.
Glucksmanns Hauptforschungsgebiet während der frühen Jahre seiner Laufbahn war die Untersuchung von Problemen der Gewebsentwicklung, so legte er eine verschiedentlich als klassisch bezeichnete Studie über die morphologische Degeneration in embryonischen Lebensformen vor und führte Experimente über den Einfluss mechanischer Faktoren. Später lag sein Schwerpunkt auf der quantitativen histologischen Analyse menschlicher Tumore vor, während und nach ihrer radiologischen Behandlung. In der Praxis extrahierte er Proben von dem wachsenden Ende von Tumoren in verschiedenen Wachstumsstadien, wobei er die Zahl der teilenden, differenzierenden und degenerativen Zellen (dividing, differentiating and degenerative cells) zählte. Als bedeutend wurde auch seine Forschung über die Auswirkung von ionisierender Strahlung auf normales Gewebe und auf Tumorgewebe bezeichnet.

## Ehrungen
Glucksmann war Träger des British Institute für Radiology Röntgen Award, Mitglied der International Society of Cell Biology, Fellow der International Academy of Cytology, Mitglied der Pathological Society of Great Britain.
1964 erhielt Glucksmann die Senior Gibb Fellowship of the British Empire Cancer Campaign.

## Ehe und Familie
Glücksmann heiratete die Biologin Ilse Lasnitzki (* 20. Dezember 1908 in Berlin; † 15. Oktober 2000). Aus der ehe ging die Tochter Miriam Glucksmann hervor, die Professorin für Soziologie an der Universität Essex wurde.
Diese war 1933 aufgrund ihrer Abstammung in Deutschland von der Universität verwiesen worden. Sie hatte ihr Medizinstudium stattdessen 1937 in Basel abgeschlossen und Glücksmann später als Arbeitskollegin beim Strangeways Laboratory kennen gelernt. Sie forschte bis zu ihrem 82. Lebensjahr in dem Labor. Einen Namen machte sie sich vor allem durch ihre experimentelle Forschung zu den karzinogenen Auswirkungen von Tabakrauch auf Lungengewebe, ferner durch Studien der Auswirkungen anderer karzinogener Wirkstoffe auf die Blase und die Prostatadrüse.

## Schriften
- Zur Entwicklung der vorderen Augenkammer, des Glaskörpers und der Hornhaut beim Menschen, bei einigen Säugern und Sauropsiden, 1929. (Dissertation)
- "Development and Differentiation of the Tadpole Eye", in: British Journal of Ophtalmology, Jg. 24 (1940), S. 153–178.
- "Cell Deaths in Normal Vertebrate Ontogeny", in: Biological Reviews of the Cambridge Philosophical Society, Bd. 26 (1951), S. 59–86.
- "Carincogensis", in Cellular Basis & Aetiology of Late Somatic Effects of Ionising Radiation, 1963.
- "Micriinvasiv Carinoma of te Cervis in Dysplasisa & Carcinoma in situ, 1964.
- "Comparative Biology of Dermal Healing after Thermal & Radiation Burns", in: Quarterly Journal of Surgical Sciences 1967
- "Effect of Castration Osterogens on the Thymus", Journal of Anatomy 1968.
- Sex Determination and Sexual Dimorphism in Mammals, 1978.
- Sexual Dimorphism in Human and Mammalian Biology and Pathology, 1981.